# 界 (生物)
在很长一段时间裡，界（英語：kingdom）曾經是生物科学分类法中最高的类别。一开始人只將生物分為动物和植物两界，微生物被發現后，也长时期被分入动物或植物界：好动的微生物被分入动物界，有色素的细菌（藻类）被分为植物，有些甚至被同时放入两界。后来，没有细胞核的细菌，終被独立为一界，再后来真菌也因為沒有葉綠體，被分出植物界，也成为独立的一界，最后自立为界的是古细菌。
近年，生物分子的基因研究发现上述分类法并不十分正确，因此基於RNA結構和運作機制的不同，引入了域作为生物最高的單元。现有的生物被分入古菌、细菌、真核3个域，在真核生物中保持既有“界”级的分類單元。真核域中分6个界：囊泡藻界、古虫界、有孔虫界、真菌界、植物界和动物界。不过真核生物传统的界有严重并系现象，以至于2005年来的划分多以“总群”论，避免使用“界”。
而在細菌和古菌的域是否需要或如何各再分類成多個界未有定案，所以大部人暫時對兩域其各自僅有一個界，即實際該域是同名的界的同義詞，而在域或界之下直接跳到門级分類。
2023年细菌、古菌的分类法将“界”加入规范类别，之后开始正式分类。

## 列表
- 非生物
  - 病毒
  - 亚病毒因子
- 古菌域
  - 甲烷杆菌界（英语：Methanobacteriati）
  - 纳蛭菌界（英语：Nanobdellati）（DPANN）
  - 热变形菌界（英语：Thermoproteati）（TACK）
  - 普罗米修斯古菌界（英语：Promethearchaeati）（Asgard）
- 细菌域
  - 芽孢杆菌界（英语：Bacilliati）
  - 梭杆菌界（英语：Fusobacteriati）
  - 假单胞菌界（英语：Pseudomonadati）
  - 热袍菌界（英语：Thermotogati）
- 真核域
  - 囊泡藻界
  - 古虫界
  - 有孔虫界
  - 真菌界
  - 植物界
  - 动物界
- 其他分類法
  - 原核生物界
  - 原生生物界